# Santa Luzia (Minas Gerais)
Pour les articles homonymes, voir Santa Luzia.
Santa Luzia est une ville brésilienne du centre de l'État du Minas Gerais. Elle se situe par une latitude de 19° 46′ 11″ sud et par une longitude de 43° 51′ 05″ ouest, à une altitude de 751 mètres. Sa population était estimée à 205 666 habitants en 2010. La municipalité s'étend sur 234 km2.
La ville fait partie de la région métropolitaine de Belo Horizonte.

## Géographie
Située à 18 km de Belo Horizonte, Santa Luzia est stratégiquement située dans la région métropolitaine, à proximité des aéroports de Confins et de Pampulha. Il dispose d'une ligne de chemin de fer et d'un gazoduc souterrain. Santa Luzia est le 4ème pôle industriel du Grand BH et occupe la treizième place parmi les villes les plus peuplées du Minas Gerais. La municipalité dispose de trois voies d'accès avec portails : via MG-020 ou Avenida das Indústrias ; via MG-010 et MG-433 via São Benedito et via BR-381, par l'Avenida Beira Rio. Les portails marquent la frontière avec Belo Horizonte et Sabará et donnent une identité à la municipalité, en plus de faire partie du système de sécurité.